# Hidegkuti Nándor Stadion
Az állami tulajdonú Új Hidegkuti Nándor Stadion (eredeti nevén Hungária körúti stadion, másik közhasználatú nevén MTK Stadion) kezdetektől az MTK labdarúgó csapatának stadionja. Mai nevét 2002 óta viseli. Az eredeti stadiont 1912. március 31-én adták át Hungária körúti stadion néven. A pályaavató mérkőzésen az MTK az FTC ellen játszott. A második világháborúban azonban lerombolták, így 1945 és 1947 között nem is lehetett mérkőzéseket rendezni. Az MTK egyesületet szolgáló létesítményt 1947-ben adták át. Az 1987-től villanyvilágítással is rendelkező stadion legmagasabb nézőszáma 37 028 fő volt, az MTK – Slavia Sofia (1–0) mérkőzésen, 1963-ban, de későbbi állapotában csak 12 700 néző befogadására volt alkalmas, 5700 ülő (ebből 1446 fedett) és 7000 állóhellyel.
A régi stadiont 2014. május 31-én bezárták - a búcsúmérkőzésen az MTK Bese Barnabás két góljával 2:0-ra nyert a Kaposvári Rákóczi FC ellen - majd lebontották és a helyén új, korszerű létesítményt emeltek 6,31 milliárd forintból, amelyet 2016. október 13-án adtak át a közönségnek. A nyitómeccset a hazai együttes a portugál Sporting Lisszabon ellen játszotta, az eredmény 2:2 lett.
A stadion a '80-as és '90-es években fontos koncerthelyszín is volt, 1986. augusztus 27-én itt játszott először nemcsak Magyarországon, de Közép-Európában is a Scorpions, de falai között fellépett Tina Turner, Alice Cooper, valamint több alkalommal az Iron Maiden és a Metallica is. Itt forgatták ezen kívül a Menekülés a győzelembe című film futballjeleneteit is Pelé és Sylvester Stallone főszereplésével.

## Fekvése
A Hidegkuti Nándor Stadion, Budapest VIII. kerületének legnagyobb labdarúgópályája, a Hungária körút és a Salgótarjáni utca sarkán található, a BKV Előre SC sportteleptől délre. A stadionnál megáll az 1-es, az 1A, a 37-es és a 37A villamos, továbbá a 901-es, a 909-es és a 918-as éjszakai busz.

## Története

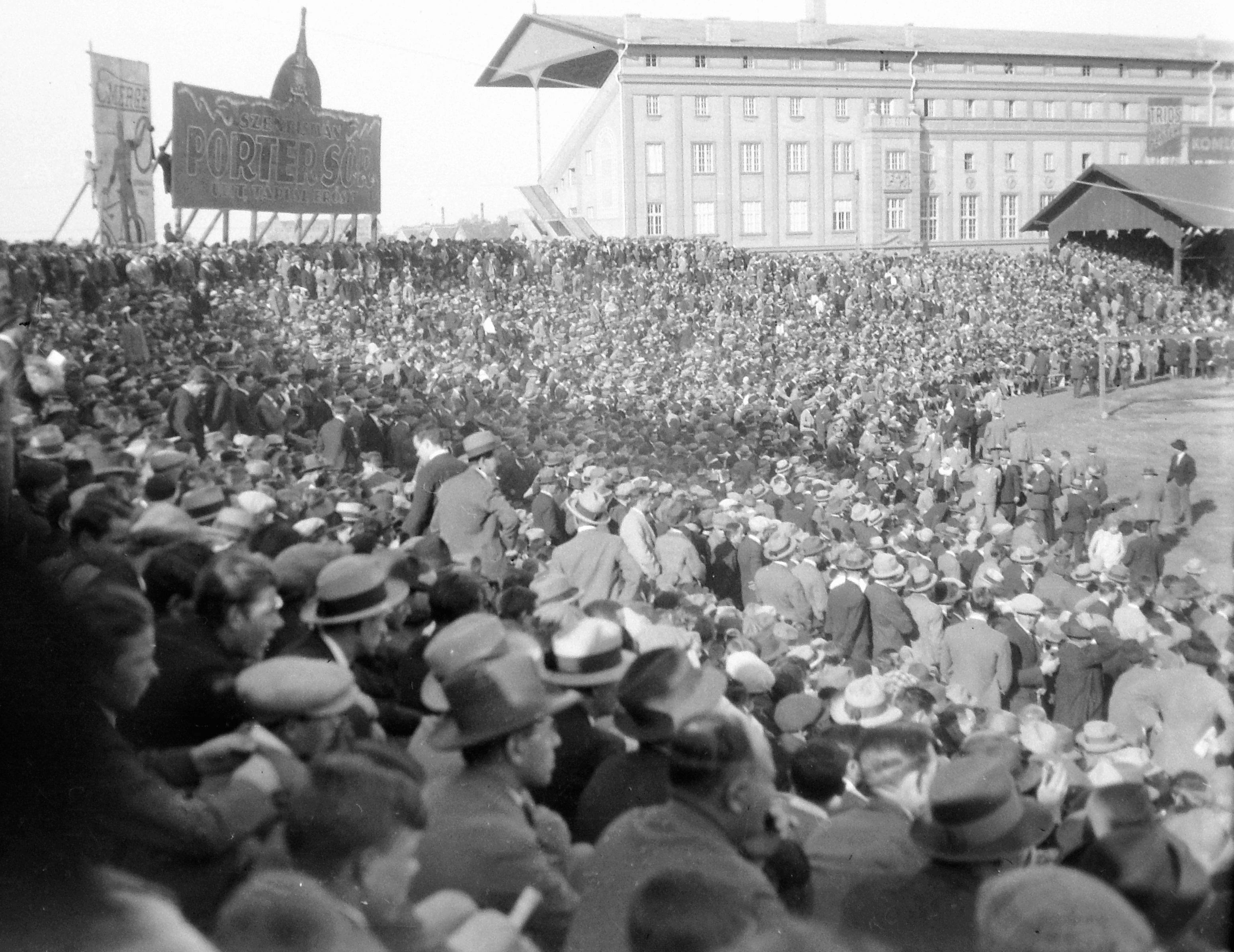
A Hungária körúti Stadion 1929-ben

A nagy rivális FTC 1911-ben felavatta Üllői úti sporttelepét, amelynek hatására az MTK vezetősége is pályaépítésbe fogott. Még az év tavaszán Bárczy István budapesti polgármester támogatásával a klub megkapta a Temető dűlő és a Hungária körút mentén elterülő hét kataszteri holdnyi területet, ahol az új stadiont 1912. március 31-én avatták fel. A sikeres stadionavató kezdőrúgását, amelyen az MTK 1:0-ra legyőzte az FTC-t, Bárczy István végezte el. A stadionavató óta az MTK labdarúgócsapata – kisebb-nagyobb megszakításokat leszámítva – ugyanazon a helyen, a Hidegkuti Nándor nevét viselő Hungária körúti stadionban játssza a mérkőzéseit. Az egykor szebb napokat látott, válogatott mérkőzéseknek is helyet adó létesítmény 100 esztendeje szolgál az MTK otthonaként.
A második világháború során a stadiont bombatalálatok érték, ezért 1945–47 között a kék-fehér alakulat a két rivális stadionjában, Újpesten és Ferencvárosban játszotta le a hazai meccseit. A kétéves vendégség után 1947-től ismét a Hungária körúton kerül sor a hazai mérkőzések lebonyolítására. A stadion későbbi formáját 1953-ban nyerte el, amikor a labdarúgópályát betonszegéllyel látták el, a futópályán pedig hét futó részére alakítottak ki helyet. Az eredetileg nemzetközi sportesemények megrendezésére megépített nagy befogadóképességű stadion jellegzetessége volt a 14 sorban 3500 néző számára ülőhelyet biztosító, 104 méter hosszú kétemeletes fedett lelátójú főépület. A tetőzetet a gerincen kívül egyetlen oszlopsor tartotta, a feljutásról kényelmes feljárók gondoskodtak. A jóval egyszerűbb kialakítású, 2500 néző számára helyet biztosító B lelátóra a nézők alagsoron keresztül juthattak fel gyorsan, kényelmesen. A két kapu mögötti kanyar földtöltésre épült beton lelátóját megemelték, hat-hat sor hozzáadásával összesen 5000 fősre bővítették és „hullámfogóval” látták el. A stadion különböző pontjain hét fedett büfét alakítottak ki, a gyors bejutásról 14 pénztárhelyiség és széles kapuk gondoskodtak. A stadion életében további kisebb változásokat hozott az Orth szobor 1974. május 8-ai felavatása, a kosárlabda csarnok 1978. május 21-ei befejezése, valamint a villanyvilágítás 1987. szeptember 26-ai átadása egy Bp. Honvéd elleni bajnoki mérkőzés keretén belül.
A 2005/06-os bajnoki szezon 18. fordulójában a Hidegkuti stadion leromlott állapota miatt a mérkőzést zárt kapuk mögött kellett megrendezni. Az MTK esetében érdekesen alakult az Orbán kormány által meghirdetett stadionrekonstrukció. Annak ellenére, hogy az MTK az egyik legnagyobb múltú labdarúgócsapat és a stadion jócskán megérett a rekonstrukcióra, a Hungária körúti létesítmény csak a C kategóriába került. Mivel a klub 1997-ben saját költségén - részben - felújította a Hungária körúti pályát, az egyesület vezetői tárgyalásokat kezdeményeztek Deutsch Tamás sportminiszterrel, hogy a stadionra szánt 340 millió forintot inkább az utánpótlás-játékosok által használt létesítményekre fordítsák. Ezt az ISM nem engedélyezte, így a tárgyalások 2002 áprilisában megszakadtak. Az MTK vezetése 2002 novemberében tudta meg, hogy az akkori kormány sportminisztere egy májusi rendelettel visszavonta a klubnak megítélt támogatást. Az MTK tehát egy forintot sem látott a rekonstrukciós programból. Az 1995-ös tulajdonos váltás után a stadion felújítása/állagmegőrzése folyamatosan történt. Saját beruházásként, állami támogatás nélkül megtörtént a lelátók betonozása, új műanyag ülések felszerelése, VIP páholyok kialakítása. A lelátók felújítása és beszékezése a stadion befogadóképességére is hatással volt. A fedett A lelátó ülőhelyeinek száma 1446-ra csökkent, az alatta lévő teraszé 1075-re. Az összesen 2521 székből 2156 nem volt UEFA kompatibilis, csupán 365 volt az. A helyzet a szemben lévő B lelátó esetében valamivel jobb volt. Az itt található 2994 székből 1417 támla nélküli, míg 1577 támlás szék volt. A kosárlabdapályát műfüves sportcsarnokká alakították át, modernizálták az erősítő termet, és kiépítették az öntözőberendezést.
2002-ben halála után Hidegkuti Nándorról, az MTK az Aranycsapat klasszis játékosáról nevezték el a Hungária körúti stadiont.

### Új stadion

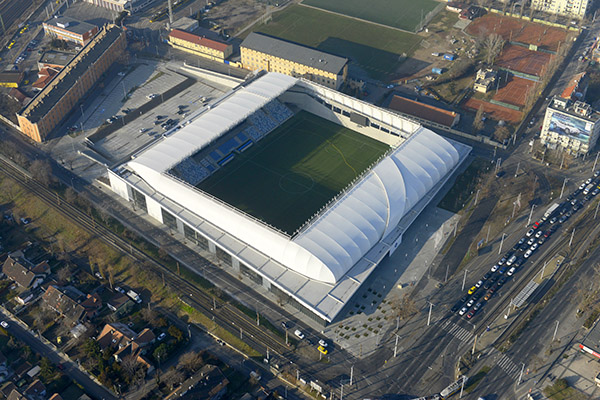
A stadion légi felvételen

A harmadik Orbán kormány nagyszabású stadionépítési tervének megfelelően mintegy  4,4 milliárd forint állami forrást szavazott meg az MTK stadionjának teljes újjáépítésére. A tervrajzok alapján az új Hidegkuti Stadiont kilencven fokkal elforgatták, így az új aréna a Hungária körúttal párhuzamosan épült meg. 2016. október 13-án Orbán Viktor hivatalosan átadta az új stadiont, amelynek a nyitómeccsét a hazai együttes a portugál Sporting Lisszabon ellen játszotta, az eredmény 2:2 lett.

## Nézőszám
Az MTK stadionja valamikor több tízezres tömegeket vonzott és a labdarúgók tömött lelátók előtt játszottak. Még az 1980-as évek végén sem volt ritka a 10 000-es nézőszám a Hungária körúton. Az elmúlt húsz évben 2/3-dal csökkent az MTK mérkőzéseit látogatók száma. Míg az 1987/88-as bajnoki szezonban még átlag 6233 néző tekintette meg a mérkőzéseket, addig ez a szám 1992/93-ban már csak 2880 volt. A nézőszám az elmúlt szűk tizenöt évben az alábbiak szerint alakult: 1993/94 - 2533, 1994/95 - másodosztály, 1995/96 - 2867, 1996/97 - 2853, 1997/98 - 3035, 1998/99 - 3647, 1999/2000 - 2701, 2000/2001 - 2211, 2001/02 - 1659, 2002/03 - 1875, 2003/04 - 2225, 2004/05 - 1447, 2005/06 - 1223, 2006/07 - 1087. Az azt megelőző néhány évhez képest a 2007–2008-as szezon első néhány mérkőzésén a hazai labdarúgó-élvonal helyszíni nézettsége jelentősen megugrott. 2006-ban átlagosan alig több mint 2400-an látogattak ki egy első osztályú labdarúgó mérkőzésre, 2007-ben közel háromezren. A nézettség még így is jelentősen elmarad nemcsak a legnagyobb futballnemzetek, de még a környező országok ligáinak átlagos látogatottságától is.

## Válogatott mérkőzések színhelyeként
| Dátum             | Kiírás               | Ellenfél      | Eredmény | Nézőszám |
| ----------------- | -------------------- | ------------- | -------- | -------- |
| 1972. március 16. | barátságos           | Ganz-MÁVAG SE | 1-1      |          |
| 1990. október 31. | 1992-es EB-selejtező | Ciprus        | 4-2      | 4000     |

## Fontosabb koncertek a stadionban[13]

### 1986
- július 2. – Jethro Tull
- augusztus 27. –  Scorpions
- szeptember 17. – Iron Maiden

### 1987
- május 21. – Santana

### 1988
- július 12. – Jethro Tull
- augusztus 31. – Iron Maiden
- szeptember 11. –  Metallica

### 1990
- július 22. – Alice Cooper
- szeptember 4. – David Bowie
- szeptember 6. – Tina Turner

### 1993
- június 9. –  Metallica, Megadeth
- július 27. – Depeche Mode
- szeptember 1. – Bon Jovi, Billy Idol

### 1994
- május 25. – Aerosmith

### 1999
- június 3. – Metallica, Mercyful Fate

## Külső hivatkozások
- Képek a stadionról a Magyarfutball.hu-n
- A stadion a csapat honlapján